# Криниця для спраглих
«Криниця для спраглих» — український радянський сюрреалістичний художній фільм, дебют у кінематографі Івана Драча, сценариста, та Юрія Іллєнка, режисера. Стрічку знято 1965 року, але покладено «на полицю» і вперше показано 1987 року.
Фільм присвячується пам'яті народного артиста СРСР Дмитра Мілютенка. Він складається з п'яти частин і є майже німою стрічкою з мінімалістичним використанням звуку.
Ця стрічка — метафорична, алегорична, символічна оповідь з багатьма темами, головною з яких видається драматичне життя літнього Левка Сердюка, селянина-філософа. Односельці насміхаються з його піклувань про колодязь, що забезпечує водою усе село, нащадки, заклопотані власними справами, не згадують ні про батька, ні про могилу матері. Старий живе згадками та роздумами.
Займає 21-у позицію у списку 100 найкращих фільмів в історії українського кіно.

## Сюжет
У повоєнному селі живе старий Левко Сердюк. Він доглядає за криницею, якою користуються односельчани, проте вони не цінують праці Левка, насміхаються з нього. Його дружина померла, один син загинув на війні, решта нащадків цураються Левка, живучи в місті. В той же час у давній сільський уклад життя вторгається техніка. В буденних сценах з'являються опори ліній електропередач, залізний вітряк, літак у небі й таке інше.
Левко пригадує смерть дружини, відправку сина на війну, встановлення в селі пам'ятника солдату. Він викликає синів до села з міста, але відчуває їхню душевну віддаленість і не знає, як їх наблизити. Руйнується рід, Левко готується до своєї смерті, майструючи домовину.
Наприкінці проте з'являється надія на безсмертя людського духу: має народитися Левків онук, син його загиблого сина-пілота, для якого старий чистить покинуту криницю та садить коло неї яблуню в плодах — дерево життя та безсмертя, біля якої сідає дружина його сина.

## Заборона
Одразу після завершення, фільм заборонено постановою ЦК Комуністичної партії України. У Постанові № 3 Державного Комітету України з кінематографії від 10.03.1967 в розділі про хиби в роботі є фраза:
|  | Так, недосвідченість режисера Ю. Іллєнка призвела до того, що у фільмі „Криниця для спраглих“ було допущено ідейні збочення, внаслідок чого фільм не було випущено на екран, а витрати в сумі 268,0 тис. крб списано на збитки. |

Як наслідок цієї заборони, в радянському кіно було виник скепсис щодо самого методу метафоричності та притчевості.
Вперше фільм показано в листопаді 1987 року на фестивалі українського кіно, який проводив кіноклуб «Восхождение», м. Запоріжжя.

## Актори
- Дмитро Мілютенко (Левко Сердюк)
- Лариса Кадочникова (Соломія)
- Феодосія Литвиненко (бабця Чорнуха)
- Ніна Алісова (Параска)
- Джемма Фірсова (Марія, невістка)
- Іван Костюченко (син Сидір)
- Євген Балієв (син Максим)
- Юрій Мажуга (Петро, зять)
- Олена Коваленко (Наталка, дочка)
- Костянтин Єршов (Артем, чоловік Наталки)
- Наталія Міщенко (Настя)
- Володимир Лемпорт
- Микола Сіліс
- Григорій Басенко (льотчик)
- Сашко Вєніков (немає в титрах)

## Знімальна група
- Сценарист: Іван Драч
- Режисер-постановник: Юрій Іллєнко
- Оператори-постановники: Юрій Іллєнко, Володимир Давидов
- Художники: Петро Максименко, Анатолій Мамонтов
- Костюми: Н. Кибальчич
- Гример: Яків Грінберг
- Композитор: Леонід Грабовський
- Звукооператор: Ніна Авраменко
- Режисер: Л. Колесник
- Оператор: Фелікс Ржешутек
- Монтажер: Наталія Пищикова
- Редактор: Олександр Сизоненко
- Асистенти:
  - оператора: М. Бердичевський
  - художника: С. Бржестовський
  - асистенти-практиканти: Юлій Слупський, Ю. Хоменко
  - пом. режисера: Л. Кустова
- Комбіновані зйомки:
  - оператор: Г. Сигалов
  - художник: Володимир Цирлін
- Директор картини: Давид Яновер

## Технічні особливості
Фільм знятий на плівку «Нікрон» і має одне з найбільш контрастних зображень в історії українського кіно.

## Критика
Критики схвалюють фільм за простоту, чорно-білу кінематографію та її композицію, а також новаторський мінімалістичний звук. Водночас відзначають, що фільм призначений для вузької авдиторії.
Так, американський журнал «TV Guide» оцінив фільм на 3,5 зірки із чотирьох, і в його огляді стрічки йдеться:
|  | „Криниця для спраглих“ — це абстрактний візуальний твір і не для пересічного кіноглядача, проте має колосальний скарб для тих, хто цінить величну силу простоти. Це проста алегорія про абсолютність людської спраги. Іллєнкові кадри також прості і їхня сила може губитися для сучасної аудиторії, звиклої до високотехнологічних спецефектів. |

Натомість, Адам Кук у своєму блозі «Concise Cinema» оцінив фільм на п'ять із десяти зазначивши:
|  | Режисерський дебют Юрія Іллєнка (оператора прекрасних «Тіней забутих предків») це той фільм, який не стерпіла б більшість сучасних глядачів. Місцями він мені видався досить марудним попри гостроцікаву чорно-білу кінематографію та новаторську звукорежисуру. |

 — за його словами, фільм «не промовив до нього» попри наявність разючих епізодів та технічних переваг.

Володимир Войтенко в газеті «День» пояснював зміст фільму:
|  | «Криниця для спраглих» — фільм-притча. Це метафорична, алегорична, багато в чому символічна оповідь... «Криниця для спраглих» є фактично трагедійним твором, що веде про руйнацію традиційної української цивілізації. Дід Левко з невісткою живе в селі, живе у хаті, що їх замітає пісок забуття. І він — серед цієї фактично пустелі — з усіх можливих сил піклується про криницю, джерело духовної наснаги. |

Віра Сивачук у «Суспільному» охарактеризувала «Криницю для спраглих» як «кінопритчу», зазначивши, що в ній відображено вічну тему відчуження:
|  | Скільки сучасних фільмів знято про те, що технології вбивають спілкування, як глобальна мережа віддаляє людей, які сидять поруч? Ця віддаленість залежить не тільки від технологій. |